# Stanislav Zárybnický
Stanislav Zárybnický, zvaný Houla (19. února 1952 – 11. prosince 1989), byl český tramp, básník, spisovatel a editor.

## Život
Vyučil se karosářem pro Karosu Vysoké Mýto, pracoval jako traťový montér ČSD. Žil ve Zdicích a v 80. letech v Rakovníku. Od roku 1970 byl členem trampské osady RiBaBi-Bo-HoSaMa (založené 29. 3. 1970 na Brdech, zaniklé asi 1973, název je složen z počátečních písmen přezdívek zakládajících členů), v roce 1971 nastoupil základní vojenskou službu a po ní se stal členem volného trampského sdružení Smečka.
V roce 1970 začal přispívat do rubriky Z údolí a osad v deníku Obrana lidu a poté také do rubriky Táborový oheň v týdeníku Mladý svět. V letech 1972-1981 vydával samizdatový časopis Dým. Psal básně, povídky a publicistické texty, několikrát byl oceněn v trampské literární soutěži Trapsavec. Reflektoval trampskou a folkovou písňovou tvorbu, mj. soutěž Porta ve vlastní samizdatové ročence Poportýr (1981-1988), formou samizdatu vydával sborníky s texty českých písničkářů. Podílel se na organizování kulturních pořadů Klubu mládeže v Rakovníku a na činnosti Jonáš-klubu při divadle Semafor. Ze své vlastní tvorby vydal několik samizdatových sbírek, posmrtně vyšly jeho texty hlavně díky nakladatelství Avalon.
V prosinci 1989 spáchal sebevraždu skokem pod vlak.

## Dílo

### Příspěvky do časopisů
- Obrana lidu, rubrika Z údolí a osad
- Mladý svět, rubrika Táborový oheň

### Autorské samizdaty
- Takybásně (1973)
- Hovory H  (1974)
- Skoropoezie a takytexty (1978)
- Někam kde je hezky - divadelní skorohra (1978)
- Nabídka nevšedního dne (1979)
- Přežitky (1989)

### Editor
- MERTA, Vladimír. Narozen v Čechách : (texty 67-89). Příprava vydání Stanislav Zárybnický-Houla. 1. vyd. Praha: ArteM, 1992. 407 s. ISBN 80-900963-2-8.

### Trampská nakladatelství

#### PAJDA
- Narozen v Čechách  (1990)

#### AVALON
- Přežitky (1998)
- A v pátek...  (1999)
- Nabídka nevšedního dne  (2001)
- O Houlovi a taky trochu s Houlou  (2002)
- Někam kde je hezky - divadelní skorohra (2005)
- Z údolí a osad (2007)[7][9]